# Франк Тилие
Франк Тилие (на френски: Franck Thilliez) е френски компютърен инженер, сценарист и писател на произведения в жанра криминален роман, трилър и юношеска литература.

## Биография и творчество
Франк Тилие е роден на 15 октомври 1973 г. в Анси, От Савоа, Франция. Следва Висшия институт по електроника и цифрови технологии в Лил и се дипломира като инженер по нови технологии. След дипломирането си работи като компютърен инженер в продължение на 10 години в „Солак Дюнкерк“.
Заедно с работата си започва да пише криминални романи. Първият си роман Conscience animale (Животинско съзнание) за полицейския инспектор Шарко публикува самостоятелно като електронна книга през 2002 г. Успехът на книгата води до публикуването на първия му роман „Train d'enfer pour Ange rouge“ (Адски влак за Червения ангел) от поредицата „Луси Хенебел и инспектор Шарко“ през 2003 г. Главните герои, инспектор Франк Шарко и Луси Хенебел, полицейски лейтенант от криминалната бригада в Лил, разследват различни заплетени случаи на убийства. Вторият роман от поредицата La Chambre des morts (Стаята на мъртвите) от 2005 г. получава наградите на читателите за криминален роман и трилър и е първият, който е екранизиран в едноименния филм с участието на Мелани Лоран и Ерик Каравака. След успеха напуска работата си и се посвещава на писателската си кариера.
За да направи историите си възможно най-реалистични, писателят прави няколко месечно проучване на информация по темите, включени в романа, като интервюира лекари, следователи, юристи и др.
Освен като писател той пише като сценарист и съавтор. Първият му сценарий, „Обсесии“, печели наградата „Мирей Лантери“ за сценарий. Заедно с Николас Такиан пишат диалозите и сценария за сериала „Алекс Юго“.
Франк Тилие живее със семейството си в Мазенгарб.

## Произведения

### Самостоятелни романи
- Vertige (2011)[2]
- Puzzle (2013)
- Rêver (2016)

### Серия „Луси Хенебел и инспектор Шарко“ (Sharko & Henebelle)
- Conscience animale (2002) – предистория

1. Train d'enfer pour Ange rouge (2003)[2][3]
2. La Chambre des morts (2005) – награда на читателите Quais du polar и SNCF du polar за криминален роман и трилър
3. Deuils de miel (2006)
4. La Mémoire fantôme (2007) – награда „Кърваво мастило“
5. Le Syndrome E (2010)
6. Gataca (2011)
7. Atomka (2012)
8. Angor (2014) – награда „Етоал“ на вестник „Паризиен“
9. Pandemia (2015)
10. Sharko (2017)
11. Luca (2019)
12. 1991 (2021)

### Серия „Калеб Траскман“ (Caleb Traskman)
1. Le Manuscrit inachevé (2018)
Недовършеният ръкопис, изд.: ИК „Ентусиаст“, София (2023), прев. Иван Баталов
2. Il était deux fois (2020)
Имало едно време… два пъти, изд.: ИК „Ентусиаст“, София (2021), прев. Иван Баталов
3. Labyrinthes (2022)

### Серия „Бригадата на кошмарите“ (La Brigade des cauchemars)
юношеска литература
1. Sarah (2017)[2]
2. Nicolas (2018)
3. Esteban (2019)
4. Mélissandre (2020)
5. Léonard (2021)

### Документалистика
- La Forêt des ombres (2006)[3]
- L'Anneau de Moebius (2008)
- Fractures (2009)

### Екранизации
- 2007 La chambre des morts
- 2009 Obsessions – тв филм, награда „Мирей Лантери“ за сценарий
- 2011 Insoupçonnable – тв филм, сценарий
- 2014 Ligne de mire – тв филм, сценарий
- 2014 – 2021 Алекс Юго, Alex Hugo – тв сериал, 23 епизода, съсценарист
- 2016 Meurtres à... – тв сериал, 1 епизод
- 2016 La promesse du feu – тв сериал, 2 епизода
- 2019 La Promesse de l'Eau – тв филм
- 2019 Play or Die – по романа Puzzle
- 2022 Syndrome E – тв сериал